# Леськів Леся Северинівна
Ле́ся Севери́нівна Ле́ськів (* 1963) — українська спортсменка спортсменка (кульова стрільба з гвинтівки). Заслужений майстер спорту України (1994); нагороджена орденом княгині Ольги III ступеня (2013).

## Життєпис
Народилася 1963 року в місті Рогатин. Дочка та вихованка Северина Леськіва. 1985 року закінчила Львівський інститут фізичної культури.
Чемпіонка та багаторазова призерка чемпіонатів України. Входила до складу збірних команд СРСР (1980—1992), України (від 1993). Від 1980 виступає за ЗС України (Львів).
Учасниця 26-х — 8 і 9 позиції, 27-х, 9-та сходинка та 28-х (12-та позиція) Олімпійських ігор.
Бронзова призерка у команд. змаганнях), Європи (Брно, 1993.
Бронзова призерка чемпіонату світу 1994 (Мілан), Володарка (Буенос-Айрес, 1998) Кубка світу.
Бронзова призерка (Шанхай, Китай, 1999) Кубка світу.
Друга сходинка в особовому, бронзова нагорода у командному змаганнях (Лахті), 2002.
Перше місце в особистих змаганнях; Осієк, 2013.
Переможниця і бронзова призерка у командних змаганнях — Гранада, 2014.
Переможниця у командних, бронзова нагорода в особистих змаганнях; Марібор, 2015, третя сходинка в особових змаганнях.